# Baffour Gyan
Baffour Gyan (Accra, 2 luglio 1980) è un ex calciatore ghanese, di ruolo attaccante.
È il fratello di Asamoah Gyan.

## Carriera

### Club
Cresciuto nelle giovanili del Liberty Professional, a 17 anni si trasferisce in Grecia, al Kalamata, club di prima divisione. Dopo una stagione torna al Liberty Professional, dove non riesce a trovare la via del gol giocando due stagioni da titolare. Nel 2000 ritenta l'avventura in Grecia: si accasa all'Anagennisi Karditsa, squadra di seconda divisione greca che al termine della stagione arriva all'ultimo posto in campionato e retrocede. Gyan passa ai cechi dello Slovan Liberec, che pagano 30000 € per il cartellino: l'8 aprile 2004, esordisce con la nuova maglia e va subito a segno contro il Bohemians Praga in campionato, realizzando il primo gol nel 3-0 finale. Termina la sua prima stagione in Repubblica Ceca con 8 presenze e 2 gol, restando a Liberec anche per l'annata seguente: con 4 realizzati, Gyan contribuisce alla vittoria del campionato ceco del 2002, il primo vinto dallo Slovan Liberec. Nella stessa stagione, Gyan esordisce in Europa giocando la Coppa UEFA: al suo primo match, il 20 settembre 2001, va in rete contro lo Slovan Bratislava (2-0). Il 28 agosto 2002, fa il suo debutto anche in UEFA Champions League giocando il secondo tempo della sfida contro il Milan, vinta dallo Slovan Liberec per 2-1.
Il primo gennaio 2004, Gyan passa alla Dinamo Mosca, che lo acquista dai cechi in cambio di 600000 €: l'attaccante ghanese a Mosca segna 3 volte in 40 incontri di campionato, marcando la sua prima doppietta tra i professionisti il 25 settembre 2004, contro il Rubin (2-2). Nell'estate del 2006 si trasferisce al Saturn per 450000 €, restando nel campionato russo e dopo tre stagioni passa al Lokomotiv Astana, in Kazakistan. Nel 2009-2010 torna in patria, all'Asante Kotoko, dove mette a segno 15 gol in 33 giornate di campionato. Nel 2010 gioca per l'Al Nasr Benghazi in Libia fino al ritiro dal calcio giocato, avvenuto nel 2013.
Durante la sua carriera, Baffour totalizza più di 261 presenze e di 35 gol, tra cui 15 match e 4 marcature nelle competizioni UEFA per club.

### Nazionale
Ha partecipato ai Mondiali Under-20 del 1999.
Tra il 2001 ed il 2008 è stato convocato dalla nazionale ghanese, con la quale ha preso parte alle Olimpiadi 2004 e a due edizioni della Coppa d'Africa, scendendo in campo 25 volte e segnando 4 reti con la maglia delle Black Stars.

## Palmarès

### Club

#### Competizioni nazionali
- Campionato ceco: 1

Slovan Liberec: 2001-2002